# Grauköpfchen
Das Grauköpfchen (Agapornis canus) ist eine Vogelart, die zur Familie der Eigentlichen Papageien (Psittacidae), Unterfamilie Psittaculinae, gehört. Es ist eine der Arten der Unzertrennlichen (Agapornis), bei der man auf den ersten Blick zwischen Männchen und Weibchen unterscheiden kann. 

## Beschreibung

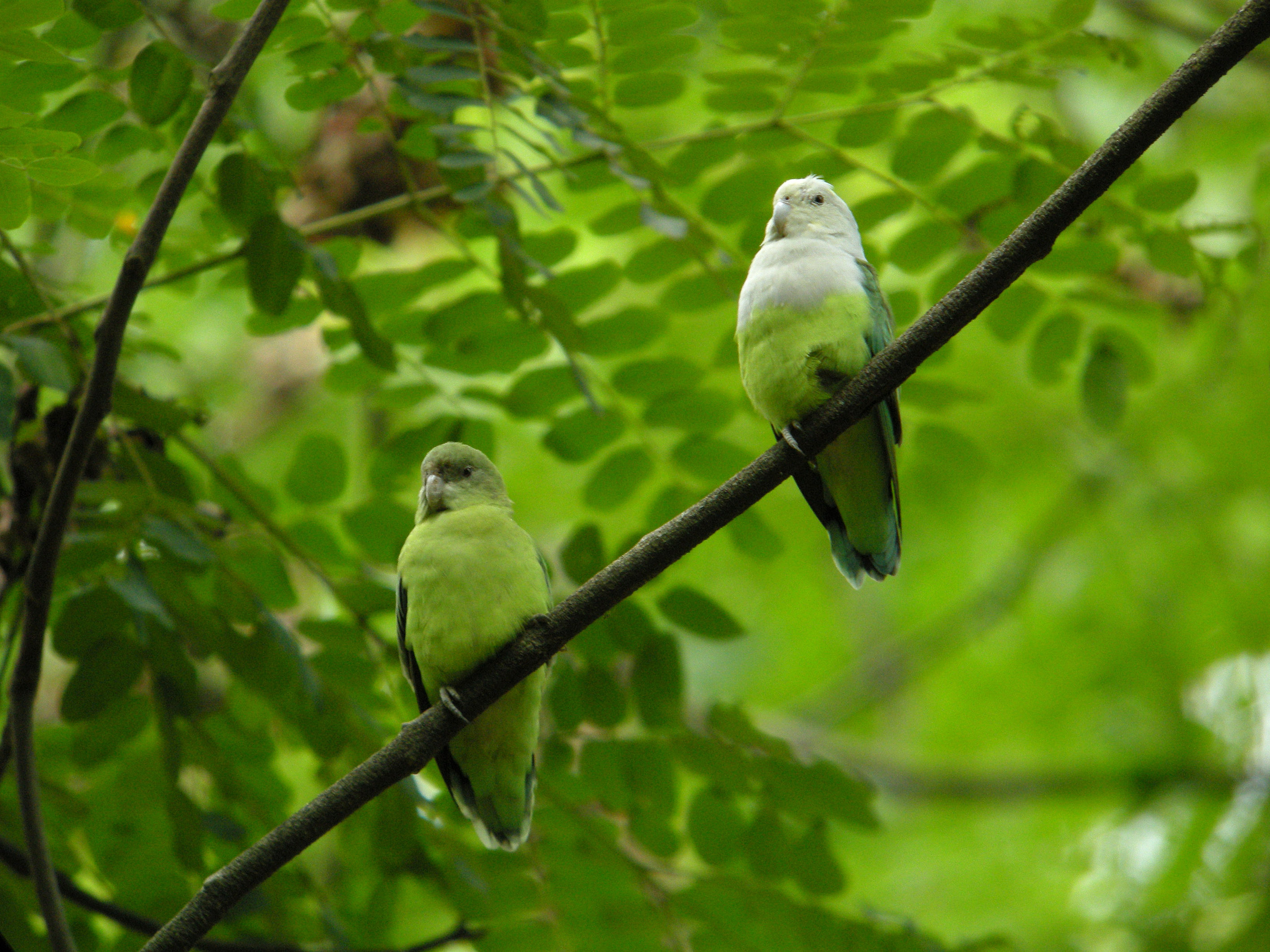
Gauköpfchen-Paar auf Madagaskar

Das Männchen hat einen grauen Kopf, Hals und Nacken, während die Brust hellgrau ist. Der Rest des Gefieders ist grün. Die Handschwingen weisen eine schwarze Färbung auf und die Schwanzfedern haben einen schwarzen Streifen, der Flügelrand ist weiß. Das Weibchen ist vollkommen grün, nur das Gesicht ist grau durchzogen. Bei beiden ist der Schnabel hornfarben. Die Grauköpfchen zählen mit einer Größe vom 13–14 cm und einem Gewicht von 25–28 g zu den kleinsten innerhalb ihrer Gattung. Sie erreichen ein Alter von 10–20 Jahren.

## Verbreitung und Lebensraum
Grauköpfchen sind als einzige Art nicht auf dem afrikanischen Festland, sondern auf Madagaskar und seinen umliegenden Inseln zu Hause. Sie leben an den Küsten und vereinzelt auf einigen umliegenden Inseln. Bevorzugte Lebensräume sind Graslandschaften mit Gebüschen, Waldränder und Kulturlandschaften wie Reisanbaugebiete in Höhen bis zu 1500 m. 

## Lautäußerung
Während des Fluges und in der Dämmerung sind die Rufe schrill und metallisch. Aber auch ein leises Klappern sowie schrille Alarmrufe sind zu hören.

## Lebensweise und Ernährung
Sie leben in Gruppen von bis zu 30 Tieren. Ihre Nahrung besteht aus Grassamen, Früchten und Reis.  

## Fortpflanzung
Sie nisten in Baumhöhlen und polstern ihr Nest mit Gras- und Rindenteilen. Im Zeitraum von November bis Dezember werden 2–5 Eier gelegt. Diese werden nur vom Weibchen 21–23 Tage bebrütet. Der Hahn ist für die Fütterung des Weibchens zuständig. Die Nestlingszeit beträgt 6 Wochen.

## Haltung und Bestand
Die Population freilebender Grauköpfchen ist derzeit stabil; es werden kaum noch Tiere importiert, dafür aber nachgezogen, wobei die Nachzucht nicht ganz einfach ist.

## Unterarten
- Agapornis canus canus (J. F. Gmelin, 1788)
- Agapornis canus ablectanea (Bangs, 1918), im Südwesten Madagaskars beheimatet, bläulicheres Gefieder sowie reineres und ausgedehnteres Grau[1]